# Jałowiec (potok)

Jałowiec – potok w masywie Babiej Góry w polskich Karpatach, uznawany w „Oficjalnym wykazie wód płynących Polski” za górny bieg rzeki Skawica. Na niektórych mapach ma nazwę Czatożanka. Cała długość jego cieku leży na terenie Zawoi.
Wypływa z kilku źródeł, znajdujących się na północno-wschodnich stokach zachodniej części głównego grzbietu babiogórskiego, pomiędzy Jałowcowym Garbem a stokami Małej Babiej. Najwyżej położone znajdują się na wysokości około 1160 m n.p.m., powyżej Czarnej Hali. Pierwszym większym dopływem jest prawobrzeżna Czarna Woda spływająca z rejonu Świstowych Skałek północnymi zboczami Małej Babiej Góry. Największym prawobrzeżnym dopływem jest Marków Potok spływający spod Małej Babiej Góry i przełęczy Brona. Jałowiec zasilany jest także z lewej strony potokami spływającymi ze stoków masywu Mędralowej oraz Magurki (zwanej też Kolistym Groniem). Jałowiec spływa w północno-wschodnim kierunku przez należące do Zawoi osiedle Czatoża i w Zawoi Górnej, na tzw. Widłach, na wysokości około 600 m n.p.m. łączy się z potokiem Jaworzynka, w miejscu o współrzędnych 49°38′12″N 19°31′40″E/49,636667 19,527778.
Dolina potoku Jałowiec jest naturalną granicą oddzielającą Beskid Makowski (stoki Mędralowej i Magurki) od Beskidu Żywieckiego (Pasmo Babiogórskie). Tak więc zlewnia Jałowca znajduje się w tych dwóch mezoregionach.

## Nazwa potoku
Nazwa Jałowiec jest pierwotną, najstarszą nazwą tego potoku. Taką nazwę podawał Słownik Geograficzny Królestwa Polskiego z XIX wieku, potem mapy austriackie, mapa WIG i różne publikacje naukowe. Taką też nazwę podaje państwowy rejestr nazw geograficznych. Dokumenty i opracowania z przełomu XIX i XX w., m.in. teksty Hugona Zapałowicza i Wawrzyńca Szkolnika, wprowadziły dla cieku wodnego spływającego z rejonu Przełęczy Jałowieckiej nazwę „Skawica”.
Kazimierz Sosnowski w swym przewodniku po Beskidach Zachodnich (tu wg wydania IV z 1948 r.) podał, opisując zielony szlak do schroniska na Markowych Szczawinach: Od Wideł wpr.[awo] doliną Skawicy przez Wilczną 25 min. do miejsca, gdzie znów dolina się rozwidla... [tj. do Widełek]. I analogicznie przy opisie szlaku żółtego przez Czatożę: Od Wideł jw. doliną Skawicy do gajowni na Wilcznej ok. 1/2 godz.
Władysław Midowicz w „Encyklopedii Babigórskiej” przytacza nazwę potoku „Jałowiec” (słow. Jalovec) jedynie w odniesieniu do słowackiego cieku wodnego, będącego źródłowym ciekiem Polhoranki (Półgórzanki). W haśle „Jałowiecki Potok” pisze wprost, iż jest to ...nieprawidłowa nazwa głównego cieku źródłowego Skawicy na odcinku po Widły, czyli do zbiegu z potokiem Jaworzyna., dodając dalej: W latach 60. naszego wieku usiłowano przekształcić ją na Potok Jałowiecki, który na dodatek mylono nieraz z Potokiem Jałowcowym lub Jałowcem, wypływającym po orawskiej stronie Przełęczy Jałowieckiej.
Adam Łajczak, znawca geomorfologii masywu babiogórskiego, pisząc o potokach Babiej Góry podaje: Na północnym stoku występuje ich bardzo dużo. Patrząc na zachodni skraj tego obszaru widzimy górny odcinek rzeki Skawicy, który powyżej Czatoży jest zwany Czatożanką. Nazwy „Jałowiec” w kontekście tego cieku wodnego nie wspomina.
W przewodniku turystycznym po Beskidzie Żywieckim pt. „Grupa Babiej Góry” (2001 r.) Piotr Krzywda podaje: Jałowiec – także Jałowiecki Potok – błędna nazwa źródłowego odcinka Skawicy, sięgającego do zbiegu z Jaworzyną (Jaworzynką). W rzeczywistości odcinek ten również obejmuje nazwa Skawica, bądź też nazwa Czatożański Potok.
Na mapie „Geoportalu” (odwzorowanie mapy topograficznej 1 : 10000)
- przedmiotowy ciek wodny nosi na całej długości (aż po Widły) nazwę „Czatożonka” – niewątpliwie przekręcona Czatożanka. Poniżej Wideł funkcjonuje już Skawica. Nazwy Jałowiec i Jałowiecki Potok w ogóle na mapie w tym rejonie się nie pojawiają. Nazwę „Czatożanka” podają również aktualne mapy turystyczne, np. wydawnictwa COMPASS[9][10].